# تورنیک، لیوبووئیا
تورنیک (به صربی: Tornik) یک روستا در صربستان است که در Ljubovija واقع شده‌است.